# Paecilaema sulphuratum
Paecilaema sulphuratum is een hooiwagen uit de familie Cosmetidae.